# Херули
Херули су били номадски германски народ који се спомиње у историјским изворима од 3. до 5. вијека. Били су активни у источној Евопи у 3. и 4. вијеку, затим у централној Европи у 5. и 6. вијеку. Вјерује се да им је првобитна постојбина данашња Данска или јужна Шведска, а средином 3. вијека се први пут појављују у римским извјештајима као племе које прати Готе у њиховим пљачкашким походима на Балкан и Малу Азију. До краја 4. вијека су потпали под Остроготе, да би након 375. постали вазали Хуна. Послије су створили властито краљевство на подручју данашње Словачке, али су их Лангобарди одатле потјерали у Италију. Њихов вођа Одоакар је постао командант римских савезничких трупа, а 476. свргнуо цара Ромула Августула означивши тиме крај Западног римског царства. На истоку их је Византијско царство населило на Балкан, а посљедњи пут се спомињу средином 6. вијека као дио византијске војске.
Византијски писац Прокопије пише како су Херули практиковали институционалну педерастију, односно она је представљала дио ритуала одрастања.